# Pseudoschmidtia armata
Pseudoschmidtia armata is een rechtvleugelig insect uit de familie Euschmidtiidae. De wetenschappelijke naam van deze soort is voor het eerst geldig gepubliceerd in 1964 door Marius Descamps.